# Vanūnān
Vanūnān (persiska: ونونان, وَندَن) är en ort i Iran.   Den ligger i provinsen Zanjan, i den nordvästra delen av landet, 240 km väster om huvudstaden Teheran. Vanūnān ligger 1 714 meter över havet och antalet invånare är 161.
Terrängen runt Vanūnān är huvudsakligen kuperad, men åt nordost är den bergig. Vanūnān ligger nere i en dal. Runt Vanūnān är det ganska tätbefolkat, med 80 invånare per kvadratkilometer. Närmaste större samhälle är Do Sangān, 12,9 km söder om Vanūnān. Trakten runt Vanūnān består i huvudsak av gräsmarker.